# Jan Krasnowolski
Jan Krasnowolski (ur. 10 września 1972 w Krakowie) – polski prozaik, tłumacz. Debiutował w 1996 r. w magazynie „Studium”. Wyróżniony w trzech edycjach konkursu literackiego miesięcznika „Machina”. Publikował w takich pismach jak „Studium”, „Lampa”, „Odra”, „Ha!art”, „Kartki”, „Pocisk”.
Od 2006 r. mieszka w Bournemouth w Wielkiej Brytanii. Jest wnukiem Jana Józefa Szczepańskiego.

## Twórczość
- 9 łatwych kawałków (Zielona Sowa, 2001)
- Klatka (Korporacja Ha!art, 2006)
- Afrykańska elektronika[2][3][4] (Korporacja Ha!art, 2013)
- Syreny z Broadmoor (Świat Książki 2017)
- Czas wilków, czas psów (Świat Książki 2019)